# 12-es busz (Kaposvár)
A kaposvári 12-es busz a Belváros és az Északnyugati városrész (Laktanya) között közlekedik. Sűrűn lakott területeket és fontos intézményeket érint, így a megyeszékhely leggyakrabban közlekedő buszjárata. A buszvonalat a Kaposvári Közlekedési Zrt. üzemelteti.

## Útvonal
A táblázatban az autóbusz-állomásról induló irány (oda) látható.
| Útvonal                |
| ---------------------- |
| Helyi autóbusz-állomás |
| Berzsenyi utca         |
| Kontrássy utca         |
| Zárda utca             |
| Honvéd utca            |
| Kisfaludy utca         |
| Sopron utca            |

A táblázatban a Sopron utcából induló irány (vissza) látható.
| Útvonal                |
| ---------------------- |
| Sopron utca            |
| Kisfaludy utca         |
| Honvéd utca            |
| Somssich Pál utca      |
| Szent Imre utca        |
| Dózsa György utca      |
| Helyi autóbusz-állomás |

## Megállóhelyek
A táblázatban a megállók a Helyi autóbusz-állomásról induló irány szerint (oda) vannak felsorolva.
| Megálló                | Össz. km (oda) | Össz. idő (oda) | Átszállási lehetőség                                                        | A közelben található |
| ---------------------- | -------------- | --------------- | --------------------------------------------------------------------------- | --- |
| Helyi autóbusz-állomás | 0              | 0               | 1, 3, 4, 5, 6, 7, 8, 8B, 8E, 8Y, 9, 10, 11, 11Y, 13, 14, 15, 18, 31, 81, 91 | Polgármesteri Hivatal, Járási Hivatal, Szivárvány Kultúrpalota, Corso Bevásárlóközpont, Retro Club, Somogy Áruház, Rippl-Rónai Múzeum, Somogy Vármegyei Levéltár, Somogy Vármegyei Önkormányzat, Távolsági autóbusz-állomás, Rendelőintézet, Szarvas Üzletház, Vasútállomás |
| Corso Bevásárlóközpont | 0,5            | 1               | Berzsenyi utcai felüljáró: 1, 3, 4, 5, 11, 11Y, 13, 14, 15, 31              | Corso Bevásárlóközpont, Kaposvár Plaza, Polgármesteri Hivatal, Járási Hivatal, Kapos Hotel, Nagyboldogasszony-székesegyház, Nagyboldogasszony Római Katolikus Gimnázium |
| Zárda utca             | 0,9            | 4               |                                                                             | Vaszary Kávéház, Vaszary Emlékház, Corner Étterem, Szalagház, Csokonai Vitéz Mihály Tanítóképző Főiskola egykori épületei, Kaposvári Egyetem (KE) belvárosi campus, KE Művészeti Kar, KE Pedagógus-továbbképző és Szolgáltató Intézet, KE Kaffka Margit Kollégium, MTESZ Székház, Polgári Casino, Kaposvári Törvényszék, Ügyvédi irodák, Kapos TV, Kapos Extra szerkesztősége, Nyugdíjbiztosítási Igazgatóság, Művészbejáró Művelődési Központ, Polgármesteri Hivatal, Járási Hivatal, Kapos Hotel, Nagyboldogasszony-székesegyház, Nagyboldogasszony Római Katolikus Gimnázium, Püspöki Palota, Somogyi Hírlap szerkesztősége, Somogyi Sportmúzeum, Széchenyi István Kereskedelmi és Vendéglátóipari Szakképző Iskola |
| Honvéd utca            | 1,5            | 6               | ÁNTSZ: 10, 20, 20A, 23, 26, 27                                              | ÁNTSZ, Óvodák, Bölcsődék, Honvéd Utcai Általános Iskola, Zselic Áruház, OTP, Patyolat, Szolgáltatóház |
| Arany János tér        | 1,9            | 8               | 9, 20, 20A, 26, 91                                                          | Kisfaludy Utcai Általános Iskola, Piros házak, Arany téri piac, Dózsa Edzőcsarnok, Éjjel-nappali, Sávház |
| Losonc köz             | 2,3            | 9               | 20, 20A, 26                                                                 | Kisfaludy Utcai Általános Iskola |
| Brassó utca            | 2,5            | 10              |                                                                             | Zaranyi lakótelep |
| Sopron utca, forduló   | 3              | 11              |                                                                             | Laktanya, Zaranyi lakótelep |

A táblázatban a megállók a Sopron utcából induló irány szerint (vissza) vannak felsorolva.
| Megálló                | Össz. km (vissza) | Össz. idő (vissza) | Átszállási lehetőség                                                        | A közelben található |
| ---------------------- | ----------------- | ------------------ | --------------------------------------------------------------------------- | --- |
| Sopron utca, forduló   | 0                 | 0                  |                                                                             | Laktanya, Zaranyi lakótelep |
| Nagyszeben utca        | 0,4               | 1                  |                                                                             | Zaranyi lakótelep |
| Losonc köz             | 0,8               | 2                  | 20, 20A, 26                                                                 | Kisfaludy Utcai Általános Iskola |
| Arany János tér        | 1                 | 3                  | 9, 20, 20A, 26, 91                                                          | Kisfaludy Utcai Általános Iskola, Piros házak, Arany téri piac, Dózsa Edzőcsarnok, Éjjel-nappali, Sávház |
| Honvéd utca            | 1,3               | 5                  | ÁNTSZ: 10, 20, 20A, 23, 26, 27                                              | ÁNTSZ, Óvodák, Bölcsődék, Honvéd Utcai Általános Iskola, Zselic Áruház, OTP, Patyolat, Szolgáltatóház |
| Somssich Pál utca      | 1,8               | 7                  |                                                                             | Duráczky József Óvoda, Általános Iskola, Egységes Gyógypedagógiai Módszertani Intézmény, Nevelési Tanácsadó és Diákotthon; Tűzoltóság, Katasztrófavédelmi Igazgatóság, Bölcsőde, BábSzínTér bábszínház, MÁV Nevelőintézet, Vaszary Kávéház, Vaszary Emlékház, Szalagház, Csokonai Vitéz Mihály Tanítóképző Főiskola egykori épületei, Kaposvári Egyetem (KE) belvárosi campus, KE Művészeti Kar, KE Pedagógus-továbbképző és Szolgáltató Intézet, KE Kaffka Margit Kollégium, MTESZ Székház, Polgári Casino, Kaposvári Törvényszék, Ügyvédi irodák, Somogy Vármegyei Büntetés-végrehajtási Intézet, Liszt Ferenc Zeneiskola, Református templom |
| Szent Imre utca 13.    | 2,2               | 9                  | 10, 81                                                                      | Szent Imre-templom, Noszlopy Gáspár Közgazdasági Szakközépiskola, Táncsics Mihály Gimnázium, Főposta (Postapalota), Seffer & Renner Magánklinika, Ezredév utcai Központi Orvosi Ügyelet, Roxínház, BábSzínTér bábszínház, MÁV Nevelőintézet, Helyőrségi Klub, Kaposi Mór Oktató Kórház |
| Széchenyi tér          | 2,6               | 10                 | 10, 81 Fő utca 37-39.: 7, 8, 8B, 8E, 8Y, 9, 18, 91                          | OTP Igazgatóság, Somogy Vármegyei Kormányhivatal, Somogy TV, Hotel Dorottya****, Corso Étterem, Kodály Zoltán Központi Általános Iskola, Munkaügyi Központ, Magyar Nemzeti Bank egykori székháza, Bevándorlási és Állampolgársági Hivatal, Táncsics Mihály Gimnázium, Főposta (Postapalota), Országos Egészségbiztosítási Pénztár, Óvoda, Agóra - Együd Árpád Kulturális Központ, Takáts Gyula Megyei és Városi Könyvtár |
| Helyi autóbusz-állomás | 3,2               | 13                 | 1, 3, 4, 5, 6, 7, 8, 8B, 8E, 8Y, 9, 10, 11, 11Y, 13, 14, 15, 18, 31, 81, 91 | Polgármesteri Hivatal, Járási Hivatal, Szivárvány Kultúrpalota, Corso Bevásárlóközpont, Retro Club, Somogy Áruház, Rippl-Rónai Múzeum, Somogy Vármegyei Levéltár, Somogy Vármegyei Önkormányzat, Távolsági autóbusz-állomás, Rendelőintézet, Szarvas Üzletház, Vasútállomás |

## Menetrend
- Aktuális menetrend Archiválva 2013. november 14-i dátummal a Wayback Machine-ben
- Útvonaltervező[halott link]